# Chiesa di San Dalmazzo (Borgo San Dalmazzo)
La chiesa di San Dalmazzo è la parrocchiale di Borgo San Dalmazzo, in provincia di Cuneo e diocesi di Cuneo-Fossano; fa parte della zona pastorale delle Valli Gesso e Vermenagna.

## Storia
L'originaria chiesa borgarina sorse probabilmente tra i secoli V e VI, anche se la prima citazione che ne attesta l'esistenza risale all'inizio del X secolo ed è contenuta in un documento nel quale si menziona l'abbatia Sancti Dalmatii; quest'abbazia era stata fondata nel VIII secolo dal re Ariperto II.
La nuova chiesa fu edificata nell'XI secolo in stile romanico; essa era dotata anche di una cripta per la conservazione delle reliquie.
Nel XV secolo l'abbazia venne soppressa e verso il 1439 o il 1440 la chiesa entrò a far parte della diocesi di Mondovì.
Un secolo dopo, tra il 1566 e il 1557, per volontà di papa Pio V, la struttura, composta da cinque navate e preceduta dal portico, fu completamente restaurata.
Nel XVII secolo la parrocchiale venne ricostruita a tre navate con cappelle laterali; i lavori di sopraelevazione della facciata furono terminati nel 1703, anno in cui si rifecero anche le volte delle navate.
Tra il 1981 e il 1983 l'esterno dell'edificio fu sottoposto a un'opera di restauro, durante la quale fu riportata alla luce la facciata romanica. Un altro intervento di ristrutturazione fu eseguito all'interno della chiesa nel 1998; nel corso delle opere, che comportarono la risistemazione di tutte le decorazioni, fu inoltre recuperata e consolidata strutturalmente l'antica cripta, in seguito riaperta al culto.

## Descrizione

### Esterno
La facciata, rivolta a sudovest, presenta l'originario prospetto in pietra romanico, inscritto in quello intonacato barocco. La porzione più antica, a salienti, è scandita da una serie di lesene in laterizio ed è caratterizzata dall'ampio portale d'ingresso principale centrale sormontato da una nicchia a forma di croce latina e da un grande rosone strombato; ai lati si aprono i due accessi secondari, sovrastati da altrettanti rosoni, anch'essi strombati. La porzione seicentesca presenta sulla sinistra una finestrella e sulla destra un portale d'ingresso e due aperture rettangolari; in sommità l'alta facciata a vela è raccordata alle estremità attraverso ampie volute.
Annesso alla parrocchiale è il novecentesco campanile a pianta quadrata, edificato sulle rovine del precedente in seguito al suo crollo; la cella si affaccia sulle quattro fronti attraverso delle trifore inscritte in archi a tutto sesto ed è coronata dalla guglia.

### Interno
L'interno dell'edificio, riccamente decorato con stucchi e affreschi, si sviluppa su un impianto basilicale; la navata centrale, coperta da una volta a botte lunettata, è suddivisa dalle laterali attraverso ampie arcate a tutto sesto rette da massicci pilastri ornati con lesene, a sostegno della trabeazione; sulle navatelle si affacciano inoltre le sei cappelle laterali.
Al termine dell'aula si trova il presbiterio absidato; l'ambiente sorge sopra alla cripta romanica ed è sormontato sul fondo dalla cappella di San Dalmazzo, retta da tre arcate a tutto sesto.